# Шакша (Уфа)
Шакша — исторический район одноимённого посёлка городского типа и административный центр Шакшинского сельсовета Уфимского района, вошедший в состав города Уфы. Ныне составляет два жилых района — Шакша-Северная и Шакша-Южная Калининского района. 
До строительства Шакшинского моста в 1984, посёлок был связан с Уфой (и ранее — с Черниковском) прежде всего участком Черниковка — Шакша железной дороги и паромной переправой на реке Уфе — Шакшинской — располагавшейся выше по течению от Шакшинского железнодорожного моста, возле деревни Князево. 

## Название
Назван по станции Шакша, в свою очередь, названной по реке Шакше, протекающей возле исторического села Касимово, и впадающей в озеро Брызгалово южнее самой станции.

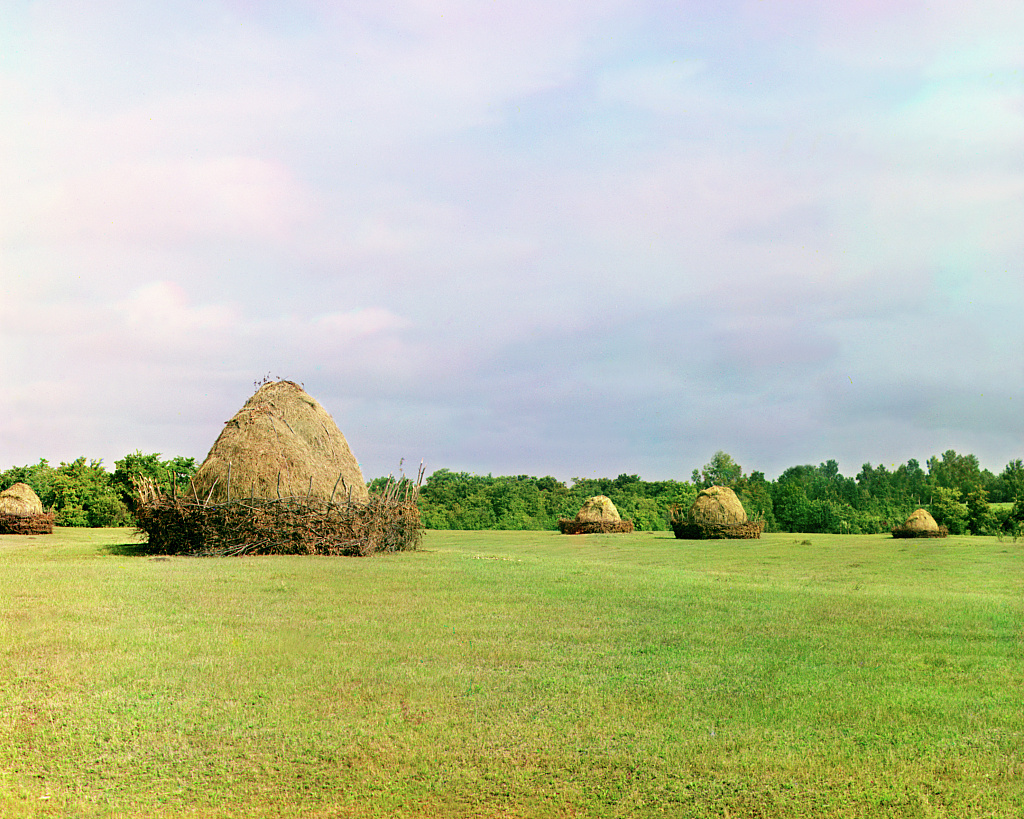
Фотография «Стог сена у станции Шакша» С. М. Прокудина-Горского. 1910.

Само происхождение названия Шакша неясно: в некоторых местных русских говорах означает шалаш или сруб на лодке, барке или плоту, а также кухня на корме речного судна, согласно словарю Даля.
Согласно словарю Брокгауза и Ефрона, шакша, шакшевание — способ бучения в кожевенном производстве.
По другой версии, в переводе с тюркских языков означает отхожее место. З. И. Гудкова связывает это с расположенным там большим глиняным карьером.
Согласно Георгию Дзудареву, в переводе с башкирского языка означает болотистое место. Согласно А. Л. Чечухе, финно-угорское название — в мордовском языке есть шокша и мокша. Среди прочих, народных версий, от слова шаг — потому что до Шакши шагать долго; также —там мог жить некий Шакшин.

## История
Основан в 1890 на территории Архангельской волости Уфимского уезда как посёлок станции Ураково возле деревни Ураково (Князево), после постройки Шакшинского железнодорожного моста через реку Уфу и продолжения строительства Самаро-Уфимской железной дороги до Златоуста.

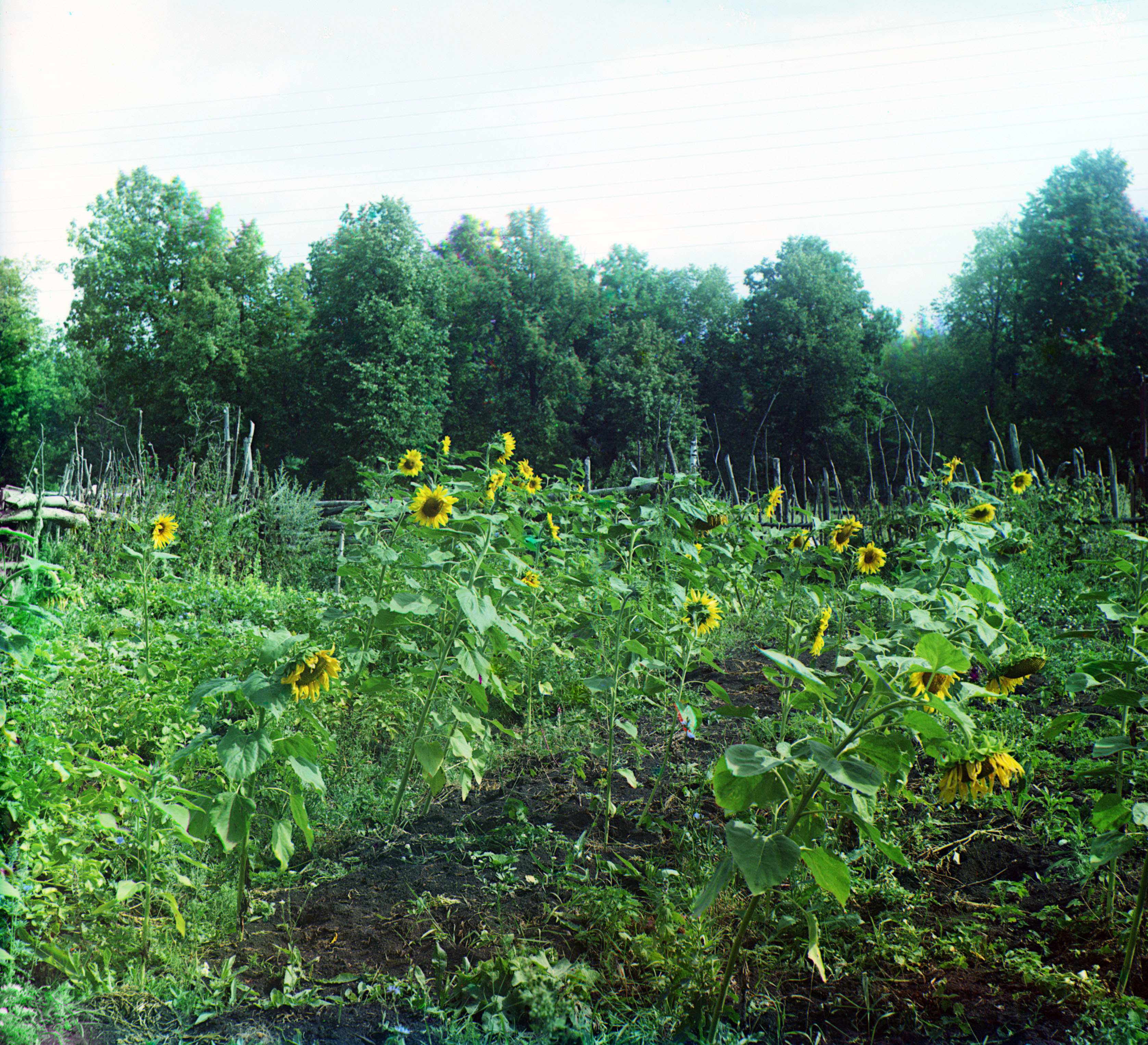
Фотография «Подсолнечники. Этюд» С. М. Прокудина-Горского. 1910.

При станции в 1893 построен салотопенный завод «Товарищество братьев Крестовниковых», превративший пристанционный посёлок в заводской. В состав завода входили контора, помещения для служащих, рабочая казарма, здание для паровой машины, перетопочное отделение, бондарная, чановая, лабаз для склада сала, склад для масла, конюшни, коровники и свинарники. На завод из сибирских городов поступало сырье — мясо, сало и масло — по 8–10 вагонов каждые 3–4 дня. Мясо и молоко продавались в Уфе, масло отправляли в Нижний Новгород, Рыбинск и Санкт-Петербург. Заготовленное и перетопленное за зиму сало, с открытием весенней навигации, с заводской пристани на реке Уфе отправляли на заводы Крестовниковых в соседних губерниях. Некоторые из заводских зданий сохранились до настоящего времени.
С 1910‑х годов фиксировался как посёлок станции Шакша.
В 1959 объединены посёлки Красный Безбожник, Дереводелочного комбината, Кирпичного завода, Протезного завода и станции Шакша в рабочий посёлок Шакша.
С 1970-х на окраинах Шакши возникают огороды и садоводческие товарищества.
Указом № 6-2/85 «О передаче рабочего посёлка Шакша Уфимского района в административное подчинение Уфимскому городскому совету народных депутатов» Президиума Верховного совета Башкирской АССР от 20.03.1980, решение которого утверждено Президиумом Верховного Совета РСФСР 25.07.1980, посёлок, в котором проживало около 10 тыс. человек, вошёл в состав Уфы, которая в августе 1980 стала городом-миллионером, что давало возможность построить метро в городе.

## Население
В 1896 в 7 дворах проживало 58 человек; в 1920 — 241; в 1939 — 232; в 1959 — 6564; в 1980, на момент присоединения к Уфе — около 10000. 
Среди уроженцев — Л. М. Кашапова и С. Г. Ковалёв. 